# Pierre Fréret
Pour les articles homonymes, voir Fréret.
Pierre Fréret, né le 23 novembre 1714 à Cherbourg, où il est mort le 22 mai 1782, est un sculpteur et peintre français. 

## Biographie
Artiste, qualifié de « mécaniste et artiste de Cherbourg » lors de la création de la Société nationale académique de Cherbourg dont il est l'un des cofondateurs en 1755, Pierre Fréret a notamment exécuté la statue de la Vierge de l'église de Maupertus-sur-Mer (1746), le tombeau de Thomas Hélye, à Biville (1778), la chaire en bois de l'église de la Trinité (1763) et le grand calvaire de Cherbourg (1768), détruit en 1794.
Passionné de mécanique, il invente un « demi cercle nautique propre à observer la hauteur du soleil par-devant et par-derrière, en mer et à terre » en 1768. Il conçoit un anémomètre, un horizon artificiel et un podo-sillomètre (instrument mesurant la vitesse et la distance parcourue par un navire, grâce à son sillage).
Il est le père de cinq enfants : François-Armand (1758-1816), auteur du maître-autel à retable de la Trinité ; Louis-Barthélémy (1755-1831), breveté « peintre de fleurs étrangères » par la reine Marie-Antoinette en 1785 ; Pierre, peintre de marine ; Hervé, sculpteur, mort jeune en 1784, et Célina, harpiste, morte à 88 ans. La vocation artistique de la famille Fréret s'est poursuivie avec Louis-Victor, fils de François-Armand, maître sculpteur de la marine au port de Cherbourg, auteur de l’Éducation de la Vierge en bois de la basilique Sainte-Trinité, et deux des enfants de ce dernier : Armand-Auguste (1830-1919), peintre de marines, et Louis-Léon, chanteur d'opéra.

## Sources
- « Catalogue des hommes remarquables, savants, écrivains, militaires, marins, etc., de l'arrondissement de Cherbourg », Annuaire de la Manche, Saint-Lô, 1848.
- Robert Lerouvillois, « Les membres fondateurs de la Société académique de Cherbourg », La Gazette de l’Académie des sciences, arts et Belles-Lettres de Caen, no 18, hiver 2007.
- Pierre Fréret (1714-1782), site de la ville de Cherbourg-Octeville.
- « Fréret, Louis-Barthélemy », dans Édouard Frère, Manuel du bibliographie normand, Rouen, 1858.